# Zael
Zael é um município da Espanha na província de Burgos, comunidade autónoma de Castela e Leão, de área 18,86 km² com população de 129 habitantes (2007) e densidade populacional de 6,84 hab/km².

## Demografia
| Variação demográfica do município entre 1991 e 2004 | Variação demográfica do município entre 1991 e 2004 | Variação demográfica do município entre 1991 e 2004 | Variação demográfica do município entre 1991 e 2004 |
| --------------------------------------------------- | --------------------------------------------------- | --------------------------------------------------- | --------------------------------------------------- |
| 1991                                                | 1996                                                | 2001                                                | 2004                                                |
| 168                                                 | 156                                                 | 135                                                 | 129                                                 |